# Johann Friedrich Stapfer
Johann Friedrich Stapfer (né en janvier 1708 à Brugg, mort en mai 1775 à Diessbach) est un théologien protestant suisse.

## Famille
Johann Friedrich Stapfer est le fils de Johannes Stapfer (mort en 1731),  pasteur de Münsingen (Berne). Son frère est le pasteur bernois et professeur d'université Johann Stapfer.

## Biographie
Il étudie à Berne et à Marbourg auprès de Christian Wolff et son discipale Franz Ulrich Ries. En 1741, il se rend à Leipzig, Halle et Berlin et rencontre Johann Christoph Gottsched et Siegmund Jakob Baumgarten.
De 1738 à 1740, il est prédicateur dans les Waldstätten et à Berne en 1742. Il est précepteur de la famille von Wattenwyl à Diessbach pendant dix ans. Il rejette deux offres de l'université de Marbourg en 1745 et 1749 et deux autres, la dernière en 1755. Il est pasteur de Diessbach de 1750 jusqu'à sa mort.

## Ouvrages
- Johann Friedrich Stapfers, Predigers des Göttlichen Worts, Anweisung zur Christlichen Religion (1754)
- Institutiones theologicae polemicae universae (5 volumes, 1743-1747)
- Grundlegung zur wahren Religion (12 volumes, 1746–1753)
- Anweisung zur wahren Religion in Frag und Antwort (1753)
- Auszug aus der Grundlegung zur wahren Religion (1754)
- Sittenlehre (6 volumes, 1757–1766)
- Unterricht von dem Eide (1758)
- Abhandlung von der besten Art zu predigen (1758)
- Préface de vom Nutzen und Schaden der Ehrbegierde pour Schweitzerischer Ehrentempel de David Herrliberger (1759)

Institutiones theologicae polemicae universae est mis à l’Index librorum prohibitorum par décret le 17 novembre 1624, en raison de son apologie du protestantisme par le wolffianisme. Il aura une influence sur Emmanuel Kant et Jonathan Edwards.